# Kreis Lauban

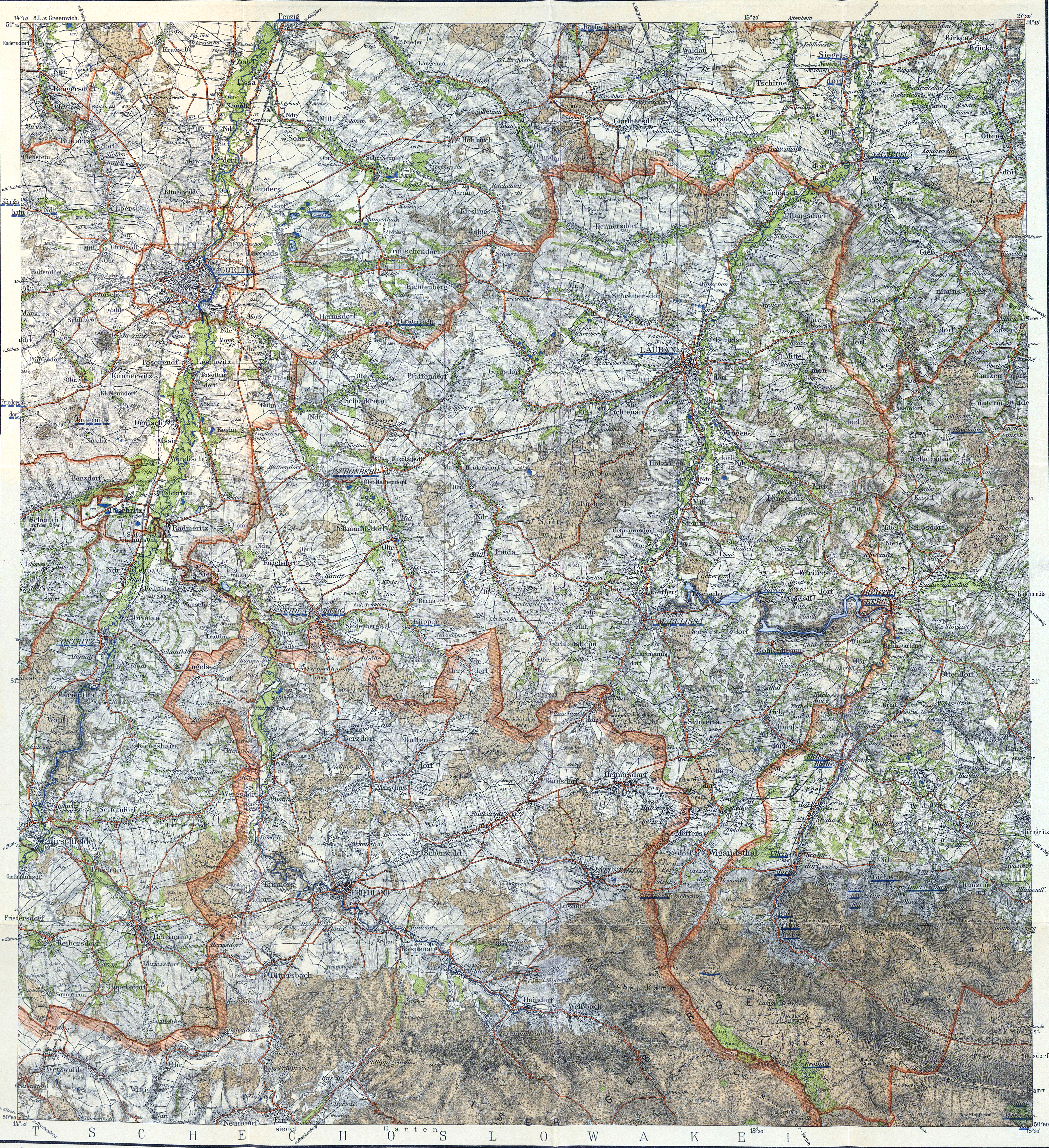
Kreis Lauban, 1928

Der Kreis Lauban war ein preußischer Landkreis in Schlesien, der von 1816 bis 1945 bestand. Er umfasste am 1. Januar 1945 die vier Städte Lauban, Marklissa, Schönberg und Seidenberg sowie 62 weitere Gemeinden.

## Verwaltungsgeschichte

### Königreich Preußen
Nach dem Wiener Kongress musste das Königreich Sachsen 1815 den östlichen Teil der sächsischen Oberlausitz an den Regierungsbezirk Liegnitz in der preußischen Provinz Schlesien abtreten. Aus Teilen davon wurde im Mai 1816 der neue Kreis Lauban gebildet. Das Landratsamt war in Lauban.
Die endgültige Abgrenzung des Kreisgebietes erfolgte am 1. Januar 1820 durch folgende Änderungen der Kreisgrenze:
- Umgliederung der Dörfer Alt- und Neu Berthelsdorf, Eckersdorf, Gieshübel, Gräflich Hernsdorf, Langenöls, Logau, Mauereck, Ober-, Mittel- und Nieder Steinbach, Ober-, Mittel- und Nieder Thiemendorf, Vogelsdorf aus dem Kreis Löwenberg in den Kreis Lauban
- Umgliederung der Stadt Seidenberg sowie der Dörfer Alt Seidenberg, Bohra, Kundorf, Neu Klüx, Nicolausdorf, Ober Nicolausdorf, Ober- und Nieder Rudelsdorf, Ostrichen, Scheiba, Wilcka und Zwecka aus dem Kreis Görlitz in den Kreis Lauban
- Umgliederung der Dörfer Gruna, Hochkirch, Kieslingswalde, Kuna, Sommerseite und Thielitz aus dem Kreis Lauban in den Kreis Görlitz
- Umgliederung des Dorfes Haugsdorf aus dem Kreis Bunzlau in den Kreis Lauban.

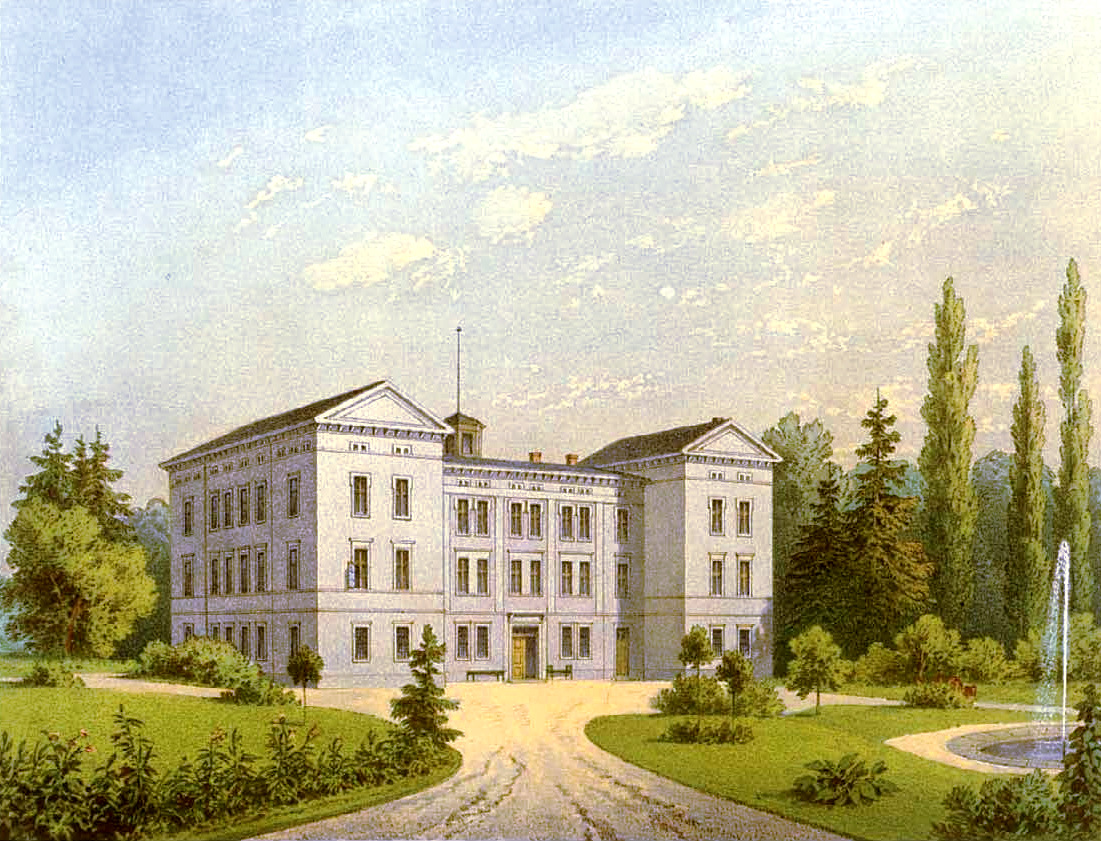
Schloss Alt Berthelsdorf um 1860, Sammlung Alexander Duncker

### Norddeutscher Bund/Deutsches Reich
Seit dem 1. Juli 1867 gehörte der Kreis zum Norddeutschen Bund und ab dem 1. Januar 1871 zum Deutschen Reich.
Zum 8. November 1919 wurde die Provinz Schlesien aufgelöst. Aus den Regierungsbezirken Breslau und Liegnitz wurde die neue Provinz Niederschlesien gebildet. Zum 30. September 1928 fand im Kreis Lauban entsprechend der Entwicklung im übrigen Freistaat Preußen eine Gebietsreform statt, bei der alle bisher selbstständigen Gutsbezirke aufgelöst und benachbarten Landgemeinden zugeteilt wurden. Am 1. April 1938 wurden die preußischen Provinzen Niederschlesien und Oberschlesien zur neuen Provinz Schlesien zusammengeschlossen. Zum 18. Januar 1941 wurde die Provinz Schlesien aufgelöst. Aus den bisherigen Regierungsbezirken Breslau und Liegnitz wurde die neue Provinz Niederschlesien gebildet.
Im Frühjahr 1945 wurde das Kreisgebiet von der Roten Armee besetzt. Im Sommer 1945 wurde das Kreisgebiet von der sowjetischen Besatzungsmacht  gemäß dem Potsdamer Abkommen unter polnische Verwaltung gestellt. Im Kreisgebiet begann daraufhin der Zuzug polnischer Zivilisten, die zum Teil aus den an die Sowjetunion gefallenen Gebieten östlich der Curzon-Linie kamen. In der Folgezeit wurde die deutsche Bevölkerung größtenteils aus dem Kreisgebiet vertrieben.

## Einwohnerentwicklung
| Jahr | Einwohner | Quelle |
| ---- | --------- | ------ |
| 1819 | 42.556    | [ 4 ]  |
| 1846 | 65.645    | [ 5 ]  |
| 1871 | 64.988    | [ 6 ]  |
| 1885 | 67.113    | [ 7 ]  |
| 1900 | 70.745    | [ 8 ]  |
| 1910 | 72.423    | [ 8 ]  |
| 1925 | 73.136    | [ 9 ]  |
| 1939 | 71.896    | [ 9 ]  |

## Landräte
- 1816–1840:00von Bose
- 1840–1848:00Rudolf von Uechtritz (1803–1863)
- 1849–1864: 00Friedrich Dagobert Deetz (1812–1871)
- 1864–1865:00Alfons von Zastrow
- 1873–1886:00Johannes von Saldern (1839–1907)
- 1886–1887:00Graf zur Lippe (kommissarisch)
- 1887–1900:00Wilhelm Hengstenberg (1853–1927)
- 1900–1919:00August Fink (1862–1951)
- 1919–1933:00Ludwig von Nordeck zu Rabenau
- 1933–1940:00Rudolf Schultz von Dratzig
- 1940–1945:00Karl-August Vieregge

## Kommunalverfassung
Der Kreis Lauban gliederte sich zunächst in die Städte Lauban, Marklissa, Schönberg und Seidenberg, in Landgemeinden und Gutsbezirke. Mit Einführung des preußischen Gemeindeverfassungsgesetzes vom 15. Dezember 1933 gab es ab dem 1. Januar 1934 eine einheitliche Kommunalverfassung für alle preußischen Gemeinden. Mit Einführung der Deutschen Gemeindeordnung vom 30. Januar 1935 trat zum 1. April 1935 im Deutschen Reich eine einheitliche Kommunalverfassung in Kraft, wonach die bisherigen Landgemeinden nun als Gemeinden bezeichnet wurden. Diese waren in Amtsbezirken zusammengefasst. Eine neue Kreisverfassung wurde nicht mehr geschaffen; es galt weiterhin die Kreisordnung für die Provinzen Ost- und Westpreußen, Brandenburg, Pommern, Schlesien und Sachsen vom 19. März 1881.

## Gemeinden
Der Kreis Lauban umfasste zuletzt die folgenden Gemeinden:
| - Alt Seidenberg - Bad Schwarzbach - Beerberg - Berna - Bertelsdorf - Eckersdorf - Friedersdorf - Gebhardsdorf - Geibsdorf - Gieshübel - Goldentraum - Hartmannsdorf - Heidersdorf - Holzkirch - Karlsberg - Kerzdorf - Kundorf | - Küpper - Langenöls - Lauban, Stadt - Marklissa, Stadt - Mittel Gerlachsheim - Mittel Steinkirch - Mittel Thiemendorf - Nieder Bellmannsdorf - Nieder Gerlachsheim - Nieder Halbendorf - Nieder Langenöls - Nieder Lichtenau - Nieder Linda - Nieder Rudelsdorf - Nieder Schönbrunn - Nieder Steinkirch - Nieder Thiemendorf | - Nikolausdorf - Ober Bellmannsdorf - Ober Gerlachsheim - Ober Halbendorf - Ober Lichtenau - Ober Linda - Ober Rudelsdorf - Ober Schönbrunn - Ober Steinkirch - Ober Thiemendorf - Örtmannsdorf - Ostrichen - Pfaffendorf - Rengersdorf - Sächsisch Haugsdorf - Schadewalde - Schlesisch Haugsdorf | - Schönberg (Ob. Laus.), Stadt - Schreibersdorf - Schwerta - Seidenberg, Stadt - Steinbach - Stolzenberg - Vogelsdorf - Volkersdorf - Wiesa - Wigandsthal - Wilka - Wingendorf - Wünschendorf - Ziethen-Hennersdorf - Zwecka |

Die folgenden Gemeinden verloren vor 1945 ihre Eigenständigkeit:
| - Alt Scheibe, am 1. April 1935 zu Volkersdorf - Bergstraß, am 1. Oktober 1929 zu Bad Schwarzbach - Grenzdorf, am 17. Oktober 1927 zu Bad Schwarzbach - Hartha, am 1. Oktober 1938 zu Karlsberg - Heide, am 1. April 1935 zu Volkersdorf - Meffersdorf, am 30. September 1928 zu Wigandsthal - Mittel Bellmannsdorf, am 21. August 1920 zu Nieder Bellmannsdorf - Mittel Linda, am 1. Oktober 1929 zu Ober Linda - Neu Bertelsdorf, am 1. April 1936 zu Bertelsdorf - Neu Gersdorf, am 30. September 1928 zu Wigandsthal - Neu Scheibe, am 1. April 1935 zu Volkersdorf - Nieder Gerlachsheim im Winkel, am 1. August 1924 zu Nieder Gerlachsheim - Nieder Örtmannsdorf, am 1. April 1936 zu Örtmannsdorf - Ober Langenöls, am 23. August 1920 zu Langenöls - Ober Örtmannsdorf, am 1. April 1936 zu Örtmannsdorf - Straßberg, am 17. Oktober 1927 zu Bad Schwarzbach |

## Ortsnamen

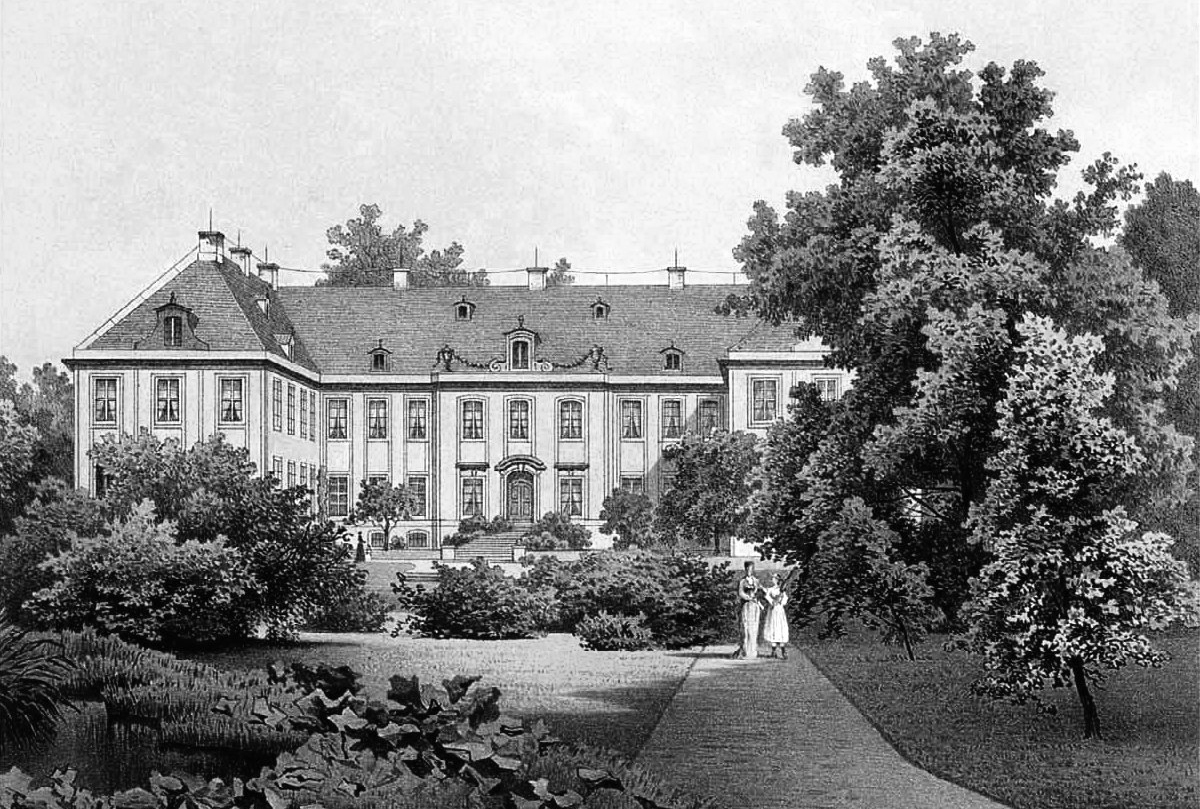
Rittergut Meffersdorf um 1860, Sammlung Alexander Duncker

Im Jahr 1937 wurden mehrere Gemeinden im Zuge der „nationalsozialistischen Germanisierungspolitik“ umbenannt:
- Meffersdorf: Wigandsthal
- Nieder Linda: Nieder Linde
- Ober Linda: Ober Linde
- Schwerta: Schwertburg
- Tzschocha: Rengersdorf
- Wiesa: Wiese (Niederschlesien)
- Wilka: Wilke
- Zwecka: Erlbachtal